# Euselasia rubrocilia
Euselasia rubrocilia is een vlindersoort uit de familie van de prachtvlinders (Riodinidae), onderfamilie Euselasiinae.
Euselasia rubrocilia werd in 1926 beschreven door Lathy.